# Mi Rara Colección
Mi Rara Colección (Bormujos, Sevilla, España) fue un proyecto musical integrado por M.ª Jesús Rodríguez, Sergio González y Roberto S. Fransesch.

## Biografía
Se trata de un proyecto personal de Roberto S. Fransesch, artífice del grupo y compositor de todos sus temas. Anteriormente, en 2001, Roberto había grabado un disco bajo el nombre artístico de ..dot.., consistente en un proyecto de música electrónica experimental. El disco recibió el nombre de "Hypnotic", y fue editado por el sello Indoor. Se llegó a grabar un segundo disco de ..dot.., pero éste nunca vio la luz.
Aunque las primeras grabaciones de Mi Rara Colección comienzan a finales de 2003, el grupo, ya como trío, se reúne por primera vez el 11 de marzo de 2004. Tres meses después se presentan por primera vez en directo, en la sala Café la Palma de Madrid, sin músicos adicionales y con el apoyo de un sampler . Esta será la puesta en escena habitual del grupo en sus directos hasta la fecha.
Desde sus comienzos, el grupo mantiene una filosofía de autogestión y autoproducción de sus trabajos, grabando en su propio estudio, llamado MyOwnWorldStudio, con la filosofía de no utilizar ningún colaborador externo, tanto en lo musical como en lo extramusical, a excepción de las proyecciones de diapositivas de en sus actuaciones, a cargo de La Coleccionista de Colores.
La música de su primer CD es calificada en 2004 por Radio 3 de "pop electrónico con tintes poéticos". En sus siguientes trabajos, el sonido del grupo se vuelve algo más oscuro, eléctrico y complejo, pero sin abandonar el componente poético que le caracteriza. Ese mismo año, la letra del tema "Mi alma: Instrucciones de montaje" fue incluida en el libro de relatos y poemas "El Aspersor" (editado por Radio Nacional de España). Dentro de la misma iniciativa, la letra de "Mar + Mar = Mares" fue recitada y grabada por Roberto S. Fransesch y emitida por Radio 3. En 2006, la emisora neoyorquina Radio Indie Pop incluye tres temas del grupo (“Malaria”, “Lo que quieras que sea” y “El engaño”) en su lista de emisión. Se da la circunstancia de que Mi Rara Colección es, en ese momento, la única banda con letras en español incluida en su programación..
Pese a no casar demasiado con el planteamiento musical del grupo , de carácter más intimista y conceptual, durante los primeros años se presenta a numerosos concursos nacionales de pop-rock, quedando finalista en varios de ellos, y consiguiendo el tercer premio en el “I Mosquito Sonoro” (2005), organizado por el Excmo. Ayto. de Camas.
En 2022 la música de la banda pasa a estar sólo disponible en las plataformas de streaming en 3 publicaciones diferentes (M, R, C) por lo que desaparecen del catálogo de Creative Commons. 
A su vez, desaparece su web oficial que pasa a centralizarse en la web del compositor de la banda.

## Discografía
- 2004 - CD
- 2004 - EP
- 2006 - Recopilatorio
- 2006 - Doble